# Anne de Mondenard
Anne de Mondenard est une historienne française de la photographie, diplômée de l'école du Louvre et de l'école Louis-Lumière.

## Biographie
Tout en poursuivant ses études universitaires, Anne de Mondenard est l'assistante de la galeriste Agathe Gaillard. Durant la moitié de l'année 1991, elle effectue ses premières classes au musée d'Orsay à brasser et vérifier des milliers de tirages photographiques. L'année suivante, Anne de Mondenard est enrôlée au musée des Monuments français où elle débusque dans le fonds de photographies des visuels de la Mission héliographique, une cinquantaine de tirages dont le panorama d'Édouard Baldus (1813-1889).
Anne de Mondenard participe, comme commissaire et auteur de catalogues, à plusieurs expositions dont Une passion française. Photographies de la collection Roger Thérond et « Réalités. Un mensuel français illustré (1946-1978) »,. Elle est responsable du département photographies du musée Carnavalet.
En 2005, elle est directrice artistique des Transphotographiques de Lille.

## Publications
- Noël Bourcier, Jean-Luc Mercié, Anne de Mondenard et Patrick Roegiers, Denise Colomb, La Manufacture, coll. « Donations/Ministère de la culture », 1992, 224 p.
- Anne de Mondenard et John Pultz, Le Corps photographié, Flammarion, coll. « Tout l'art », 1995, 176 p. (ISBN 2081228866).
- La Mission héliographique : cinq photographes parcourent la France en 1851, Paris, Monum,  du Patrimoine, 2002, 320 p. (ISBN 978-2-85822-690-0, BNF 38815374).
- Anne de Mondenard, L'Odyssée d'une icône : trois photographies d'André Kertész, Actes Sud / Maison européenne de la photographie, 2006, 224 p. (ISBN 978-2-7427-6489-1).
- Anne de Mondenard et Michel Guerrin, Réalités. Un mensuel français illustré (1946-1978) (catalogue d'exposition), Arles / Paris, Actes Sud / Maison européenne de la photographie (MEP), 2008, 158 p., 21 cm (ISBN 978-2-7427-7221-6, OCLC 470659594, BNF 41194841, SUDOC 122059891, présentation en ligne).
- Anne de Mondenard et Marc Pagneux, Modernisme ou modernité : les photographes du cercle de Gustave Le Gray, Arles, Actes Sud, 2012, 408 p. (ISBN 978-2330005429).
- Anne de Mondenard et Isabelle-Cécile Le Mée, Comment regarder la photographie, Paris, Hazan, coll. « Guides Hazan », 2019, 336 p. (ISBN 9782754110464).